# 茹基夫希納
50°57′18″N 30°53′54″E / 50.95500°N 30.89833°E
茹基夫希納（烏克蘭語：Жуківщина），是烏克蘭北部切爾尼希夫州切爾尼希夫區奥斯泰尔市镇的村庄。始建於1860年，面積1.77平方公里，海拔高度105米，2001年人口562，人口密度每平方公里317.2人。